# Richard Chancellor

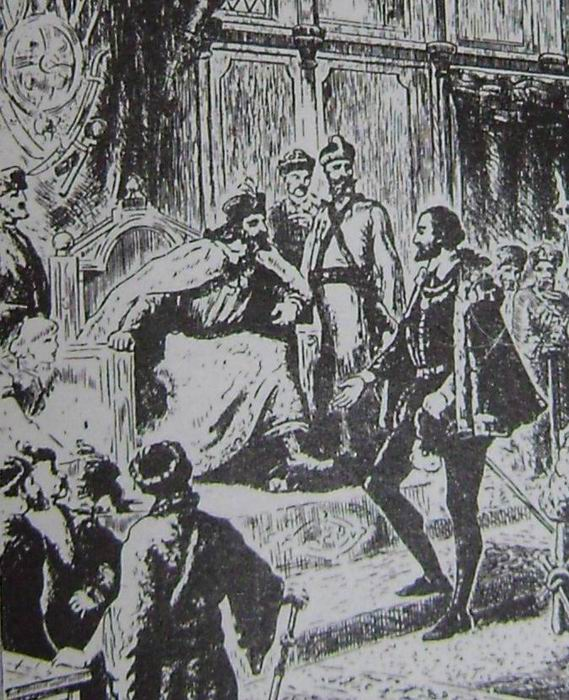
Richard Chancellor (1553)

Richard Chancellor (overleden 1556) was een Engelse zeevaarder en handelaar, die de eerste handelscontacten tussen Engeland en Rusland bewerkstelligde.
Chancellor was in 1553 vertrokken als navigator van een vloot van drie schepen onder Hugh Willoughby, die de bedoeling had de Noordoostelijke Doorvaart te ontdekken. Bij de Lofoten verloor zijn schip, de Edward Bonaventure de andere twee schepen uit het oog. Onafhankelijk van hen rondde hij de Noordkaap, en hij bereikte de Witte Zee, waar de lokale vissers zich over de grootte van zijn schip verbaasden. 
Chancellor voer de haven van Kholmogory binnen, nabij het huidige Archangelsk aan de monding van de Dvina. Deze streek was korte tijd eerder onderdeel geworden van het Russische rijk, en toen tsaar Ivan IV (Ivan de Verschrikkelijke) van Chancellors komst hoorde, werd deze uitgenodigd door te reizen naar Moskou. Chancellor reisde 1000 kilometer zuidwaarts naar Moskou over een door sneeuw en ijs bedekt landschap. Naar zijn mening was de stad groot (een flink stuk groter dan Londen), maar erg primitief gebouwd, de meeste huizen waren slechts houten blokhutten.
Ivan wilde graag handel met Engeland starten. Rusland had in die tijd nog geen verbinding met de Oostzee, en de Hanze had een monopolie op de handel tussen Rusland en Centraal- en West-Europa. Chancellor zag ook goede mogelijkheden voor Rusland als afzetmarkt voor Engelse wol, terwijl Rusland daar bont en diverse andere producten tegenover kon stellen. In 1554 keerde hij terug naar Engeland, met een brief van de tsaar waarin deze Engelse handelaren naar zijn rijk uitnodigde, en handelsprivileges in het vooruitzicht stelde.
De Company of Merchant Adventurers, die Willoughby had uitgezonden, hernoemde zich tot de Muscovy Company (Moskovië Compagnie), en in het volgende jaar (1555) werd Chancellor opnieuw naar Rusland gezonden. In 1556 keerde hij naar Engeland terug, met in zijn gevolg de eerste Russische ambassadeur in Engeland, Ossip Gregorevitsch Nepeja. Bij de Schotse kust verging Chancellors schip in een storm. Chancellor verdronk, maar Nepeja wist de kust te bereiken, en werd een aantal maanden door de Schotten gegijzeld alvorens hij naar Londen door kon reizen.
Als eerste handelaar van de Compagnie in Rusland werd Chancellor opgevolgd door Anthony Jenkinson.